# ICNIRP
L'ICNIRP, acronimo di International Commission on Non-Ionizing Radiation Protection (in italiano Commissione Internazionale per la Protezione dalle Radiazioni Non Ionizzanti) è un organismo non governativo, formalmente riconosciuto dall'Organizzazione mondiale della sanità, di esperti scientifici indipendenti composto da una commissione principale di 14 membri e 4 commissioni permanenti (sulle aree epidemiologia, biologia, dosimetria e radiazione ottica) situato in Germania, che si occupa di ricerca sul tema dei possibili effetti nocivi sul corpo umano dell'esposizione a radiazioni non ionizzanti.
Uno dei compiti più importanti svolto dall'ICNIRP consiste nell'elaborazione di linee guida, basate sui più autorevoli risultati scientifici provenienti da tutto il mondo, che raccomandano quei limiti di esposizione per le grandezze elettromagnetiche che non devono essere superati affinché la popolazione esposta non subisca danni alla salute. Le linee guida si basano principalmente sull'adozione del SAR (per frequenze superiori a 0.1 MHz fino a 300 Ghz) ovvero il tasso d'assorbimento specifico che è la misura della percentuale di energia elettromagnetica assorbita teoricamente dal corpo umano quando questo viene esposto all'azione di un campo elettromagnetico a radiofrequenza (RF). Allo stato attuale delle conoscenze, è riconosciuto solamente il danno da riscaldamento, ovvero quando un'onda elettromagnetica di particolare intensità e frequenza investe il corpo umano tale da provocarne l'innalzamento della temperatura di 1 °C. L'ICNIRP identifica un SAR locale, ovvero quando si ha un'esposizione che interessa una regione (o un arto) e non il corpo umano per intero (in base al quale vengono definiti dei limiti per quanto riguarda i telefoni cellulari, dispositivi indossabili bluetooth, ecc.) e un SAR totale quando l'esposizione riguarda l'intero corpo umano. In base a ciò, l'ICNIRP adotta un principio di "precauzione" per emanare le linee guida della popolazione generale adottando un SAR limite per l'intero corpo umano che è di circa 50 volte inferiore al SAR che si sarebbe ottenuto per provocare l'innalzamento della temperatura a un corpo umano di circa 1 °C. Mentre, per quanto riguarda le persone cosiddette "esposte professionalmente", il valore di "precauzione" adottato è di circa 10 volte. I valori di SAR limite sono in funzione della frequenza di utilizzo. Sulla base di tali linee guida, periodicamente aggiornate, i singoli Stati promulgano le normative sui valori massimi consentiti per dette grandezze elettromagnetiche (in particolare per il SAR totale) sul territorio nazionale. Nonostante ciò, molti Stati adottano limiti più stringenti dei livelli ICNIRP: secondo un documento del Comitato economico e sociale europeo  almeno il 40% della popolazione mondiale ha linee più stringenti delle raccomandazioni ICNIRP.

## Storia
Le origini dell'ICNIRP risalgono al terzo Congresso Internazionale dell'IRPA nel 1973, in cui fu organizzata per la prima volta una sessione sulla protezione da radiazioni non ionizzanti. Nel 1974 venne formato un gruppo di lavoro sulle radiazioni non ionizzanti e nel 1975 un gruppo di studio. Nel 1977, durante il quarto Congresso Internazionale IRPA, nacque l'INIRC (acronimo di International Non-Ionizing Radiation Committee), precursore dell'ICNIRP che fu creato come commissione indipendente nel 1992 durante l'ottavo Congresso Internazionale IRPA.
Da allora lo scopo dell'ICNIRP è quello di fornire il parere scientifico indipendente più autorevole su tutti i problemi riguardanti l'interazione tra radiazioni non ionizzanti e la salute umana.